# Berlins Most Wanted
Berlins Most Wanted (BMW) е берлинска рап група, основана от рапърите Bushido , Bass Sultan Hengzt и King Orgasmus One. Датата на основаването не е  известна, но те са представени заедно под името на групата в някои албуми, включително King of KingZ (2001) от Bushido, както и в албумите на King Orgasmus Sexkönig (1998) и Berlin bleibt hart (2002)) (с Bass Sultan Hengzt).
През 2010 г. Бушидо отново основава групата с Kay One и Fler . Bushido защитава авторските права върху името на групата от Германското ведомство за патенти и търговски марки.

## История
Berlins Most Wanted е създадена  в началото на 2000 -те от базираните в Берлин рапъри Bushido, Bass Sultan Hengzt и King Orgasmus One, които имат договор  с лейбъла I Luv Money Records. През 2001 г. Бушидо подписва договор с Aggro Berlin и планира да работи върху албум с Berlin Most Wanted. Въпреки това, поради забавянето на процеса на запис, албумът не е издаден  и Бушидо се съсредоточава  върху работата си с Флер върху Carlo Cokxxx Nutten . Те издават албума Berlins Most Wanted на 22 октомври 2010 г. Албумът е класиран през 2010 г. на 2-ро място  в немските класации.

## Дискография
Berlins Most Wanted (2010)